# Olympiakos Syndesmos Filathlōn Peiraiōs 2017-2018 (pallavolo femminile)
Questa voce raccoglie le informazioni riguardanti l'Olympiakos Syndesmos Filathlōn Peiraiōs nelle competizioni ufficiali della stagione 2017-2018.

## Organigramma societario
Area direttiva
- Presidente: Michalis Kountouris

Area tecnica
- Allenatore: Branko Kovačević
- Allenatore in seconda: Spyridon Sarantitīs

## Rosa
| N° | Nome                   | Ruolo | Data di nascita  | Nazionalità sportiva |
| -- | ---------------------- | ----- | ---------------- | -------------------- |
| 1  | Katerina Giōta         | C     | 7 giugno 1990    | Grecia               |
| 2  | Alikī Kōnstantinidou   | C     | 26 giugno 1989   | Grecia               |
| 3  | Maria Nomikou          | O     | 30 marzo 1993    | Grecia               |
| 4  | Stephanie Niemer       | S     | 3 settembre 1989 | Stati Uniti          |
| 5  | Jana Franziska Poll    | S     | 7 maggio 1988    | Germania             |
| 7  | Geōrgia Lamprousī      | C     | 27 gennaio 1993  | Grecia               |
| 8  | Elena Milentigievits   | S     | 15 giugno 1999   | Grecia               |
| 9  | Kōnstantina Vlachakī   | S     | 8 maggio 1995    | Grecia               |
| 10 | Areta Konomī           | L     | 31 gennaio 1989  | Grecia               |
| 11 | Chara Papadopoulou     | P     | 9 dicembre 1996  | Grecia               |
| 12 | Eirīnī Kokkinakī       | L     | 6 giugno 1996    | Grecia               |
| 14 | Stylianī Christodoulou | P     | 19 luglio 1991   | Grecia               |
| 15 | Saskia Hippe           | O     | 16 gennaio 1991  | Germania             |
| 16 | Katerina Zakchaiou     | C     | 26 luglio 1998   | Cipro                |
| 17 | Maria Mikelī           | P     | 11 luglio 2000   | Grecia               |